# Dame d'Auxerre

La dame d'Auxerre est une statuette de femme en calcaire de 75 cm de haut. Originaire de Crète et datée de l'époque orientalisante, vers 630 av. J. C., elle est une des sculptures les plus abouties du style dédalique, qui prélude à l'art archaïque grec. Identifiée comme telle à la fin du XIXe siècle au musée Saint-Germain d'Auxerre, elle a rejoint le musée du Louvre en 1909, où elle est actuellement exposée dans la « galerie de la Grèce préclassique ». 

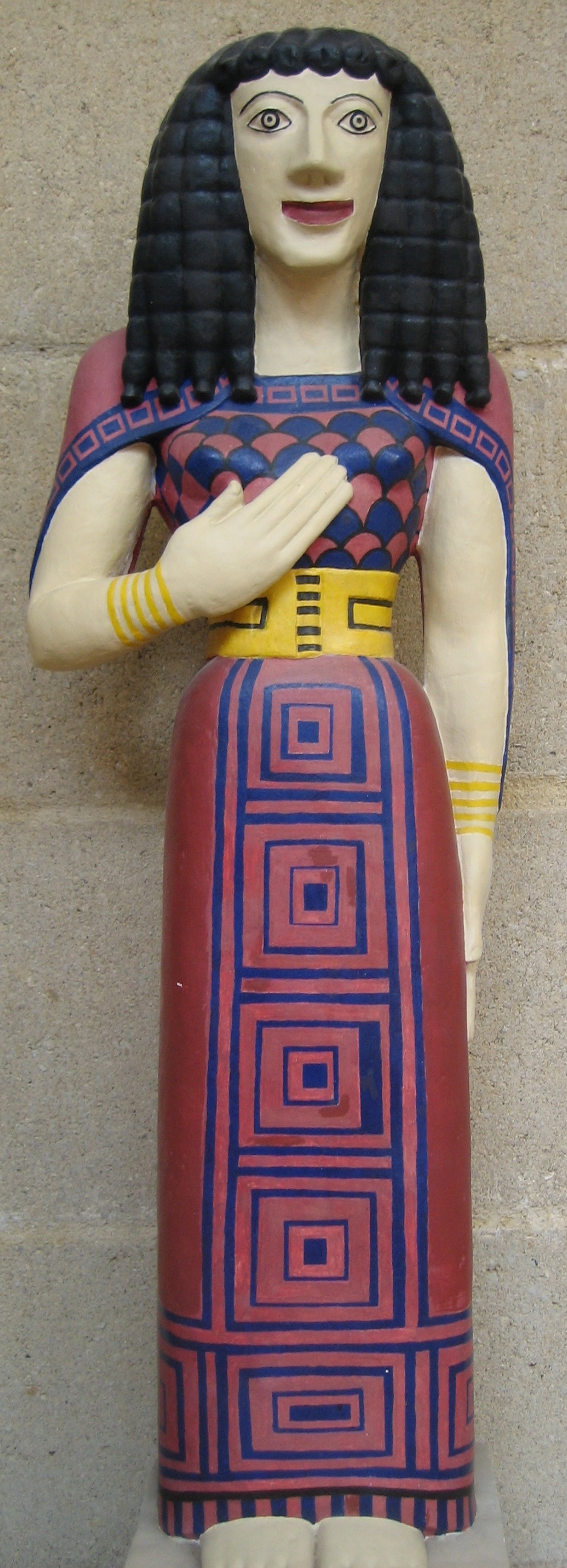
Moulage de la dame d'Auxerre avec un essai de restitution des couleurs, université de Cambridge

## La statuette

### Historique
La statuette a appartenu à Édouard Bourgoin, un artiste également marchand d'art et de curiosités à Paris, retiré depuis 1882 à la campagne près d'Auxerre. À la vente après décès en 1895, elle est achetée un franc par le concierge du théâtre d'Auxerre, pour servir d'accessoire de scène. Cassée au bras, elle aboutit dans le vestibule du musée municipal. C'est là qu'en 1907 Maxime Collignon, spécialiste de la sculpture grecque, la repère et comprend son importance dans le développement de l'art grec. Un échange est très vite organisé : celle que l'on nomme désormais « la dame d'Auxerre » arrive en 1909 au musée du Louvre, qui envoie en contrepartie à Auxerre un paysage du peintre Henri Joseph Harpignies (1819-1916), alors très réputé.

### État de conservation
La statuette haute de 75 cm est taillée avec sa plinthe carrée de 10 cm de haut en un seul bloc de calcaire fin et tendre. Elle est brisée sous la ceinture, à l'avant-bras gauche, sous l'épaule et au poignet droit. À part l'arrachement qui a emporté la partie gauche du visage et quelques éclats, elle est en excellent état de conservation. La surface de la pierre est intacte, mais elle était peinte à l'origine. On distingue encore très bien le tracé préparatoire incisé du décor polychrome maintenant disparu, à part quelques traces de peinture rouge conservées sur le buste. La restitution des couleurs réalisée sur un moulage de la galerie des moulages de l'Ashmolean Museum d'Oxford paraît[Interprétation personnelle ?] forcée.

### Description
La statuette représente une jeune femme debout de face, le bras droit plié portant la main aux longs doigts contre le buste, le bras gauche tendu le long du corps avec la main plaquée contre la cuisse, et les pieds joints. Sa chevelure est coiffée en épaisses mèches nouées « en perles » qui tombent dans le dos et devant les épaules,, et complétée sur le front par une rangée de petites boucles. De très grands yeux en amande et une bouche au sourire retenu éclairent le visage. La jeune femme est vêtue d'une tunique longue moulant le buste, serrée à la taille par une ceinture haute sans doute en métal, et enrobant le bas du corps sans faire aucun pli. La tunique porte un décor différent en haut et en bas : sur le buste, un décor d'écailles ; sur les jambes, une large bande de carrés emboîtés à l'avant et en bas, et une rangée de franges. Le haut du dos et l'arrière des bras sont recouverts d'une courte cape, décorée au bord d'une file de méandres. Une bande pareillement décorée devant le cou figure peut-être une bride servant à retenir la cape ; ou bien elle appartient au bord de la tunique, et la cape était alors fixée par des agrafes devant les épaules,. On a envisagé aussi qu'il ne s'agissait pas d'une cape, mais du dos de la tunique rabattu vers l'avant. Quoi qu'il en soit, elle n'est pas traitée de façon naturelle, notamment à l'arrière des bras. Les poignets étaient ornés de bracelets rendus en peinture (incisions préparatoires), et les pieds sont nus.

### Date et style
Les fouilles effectuées au début du XXIe siècle dans la nécropole d'époque géométrique et archaïque (950-650 av. J.-C.) de la cité d'Eleutherne (Archia Elefterna, région de Rhethymnon, Crète centrale) ont mis au jour un fragment de sculpture féminine en calcaire,. Il comprend la partie inférieure de la robe avec les restes d'un décor gravé et la main gauche plaquée contre la cuisse ; elle a été trouvée près des restes d'un petit monument funéraire en calcaire, pourvu sur l'un des côtés d'une niche encadrée d'un décor de spirales. L'ensemble date du deuxième quart du VIIe siècle av. J.-C. (670-650 av. J.-C.), et fournit un parallèle précis à la dame d'Auxerre, dont la date de 630 av. J.-C. reste conventionnelle.
La dame d'Auxerre présente toutes les caractéristiques de la sculpture « dédalique » en pierre, qui s'est développée dans l'île à l'époque orientalisante, dans la seconde moitié du VIIe av. J. C : elle est strictement de face, le visage triangulaire encadré d'une chevelure volumineuse, la taille resserrée, et la partie inférieure du corps de forme abstraite. Les proportions anatomiques ont été modifiées à dessein pour intensifier la présence et l'attitude du personnage : la tête, les mains et les pieds sont trop grands par rapport au corps, de même que les traits du visage par rapport à la tête. Mais le corps et les bras sont en harmonie, le volume du buste et la finesse de la taille sont mis en valeur par le dégagement des bras du corps, et la position du bras droit est rendue avec justesse. Les détails du visage, des mains, des vêtements raffinés sont rendus avec une grande précision, sans être pour autant réalistes. La dame d'Auxerre est l'œuvre d'un sculpteur maître de son art.

### Interprétation
Si la statuette occupait une place dans la niche d'un monument comme celui découvert dans la nécropole d'Eleutherne, il est possible qu'il s'agisse d'une divinité protectrice de la tombe. La position des bras, le droit plié, la main portée à plat sur le buste, le gauche tendu le long du corps, n'est pas celle d'une korè archaïque porteuse d'offrande, ni celui d'une pleureuse. Cette attitude est inspirée de représentations égyptiennes ou proche-orientales,.

## La Dame d'Auxerre et le style dédalique
La dame d'Auxerre est représentative du style dédalique. Cet adjectif vient du nom de Dédale, un des plus grands sculpteurs et peintres d'Athènes. Chassé d'Athènes, il est accueilli par le roi Minos. Dans la mythologie grecque, c'est Dédale qui aurait érigé le labyrinthe permettant d'y enfermer le Minotaure. Le style dédalique est un art austère, influencé par l'Égypte et le Proche-Orient, une étape vers la grande statuaire grecque archaïque et classique. Cet art s'exprime dans le travail de la pierre, de l'argile, des bijoux et de l'ivoire. Il prend son essor en Crète puis se développe dans les Cyclades, et enfin en Grèce continentale. La représentation de la femme de face y est très prisée.
La Dame d'Auxerre provient probablement du site d'Eleutherne en Crète. C'est sur ce site que des fragments similaires ont été découverts dans la nécropole d'Orthi Petra. Les sculptures comme celle-ci sont produites également dans les Cyclades au cours du VIIe siècle av. J.-C. La Dame d'Auxerre témoigne de l'intense activité artistique qui se manifeste dans les régions orientales du bassin méditerranéen pendant la période orientalisante. Les répertoires décoratifs et les techniques venus du Proche-Orient et d'Égypte sont alors largement diffusés et repris par les artisans grecs qui mêlent ces modèles à leurs propres traditions. C'est ainsi que nous[Qui ?] percevons une influence égyptienne dans le traitement des corps. Cela se retrouve dans le style dédalique notamment dans les proportions, la coiffure imposante, la pose frontale et la raideur des membres.